# Talwar
El talwar, també talwaar, tarwar i tulwar, és un tipus de sabre del subcontinent indi i encara es pot trobar en els països moderns d'India, Pakistan, Bangladesh i Nepal.

## Etimologia
La paraula talwar prové del sànscrit paraula taravāri (Sanskrit: तरवारि
) que significa "espasa d'un fil".

## Història
El talwar va evolucionar juntament amb altres sabres tals com el shamshir persa, el kilij turc i el pulwar afganès, tots ells derivats de les espases corbades més primitives de l'Àsia central. El talwar típic no té una corba tan pronunciada com el shamshir i només una minoria molt petita té el contrafil ampliat com el kilij.

## Característiques

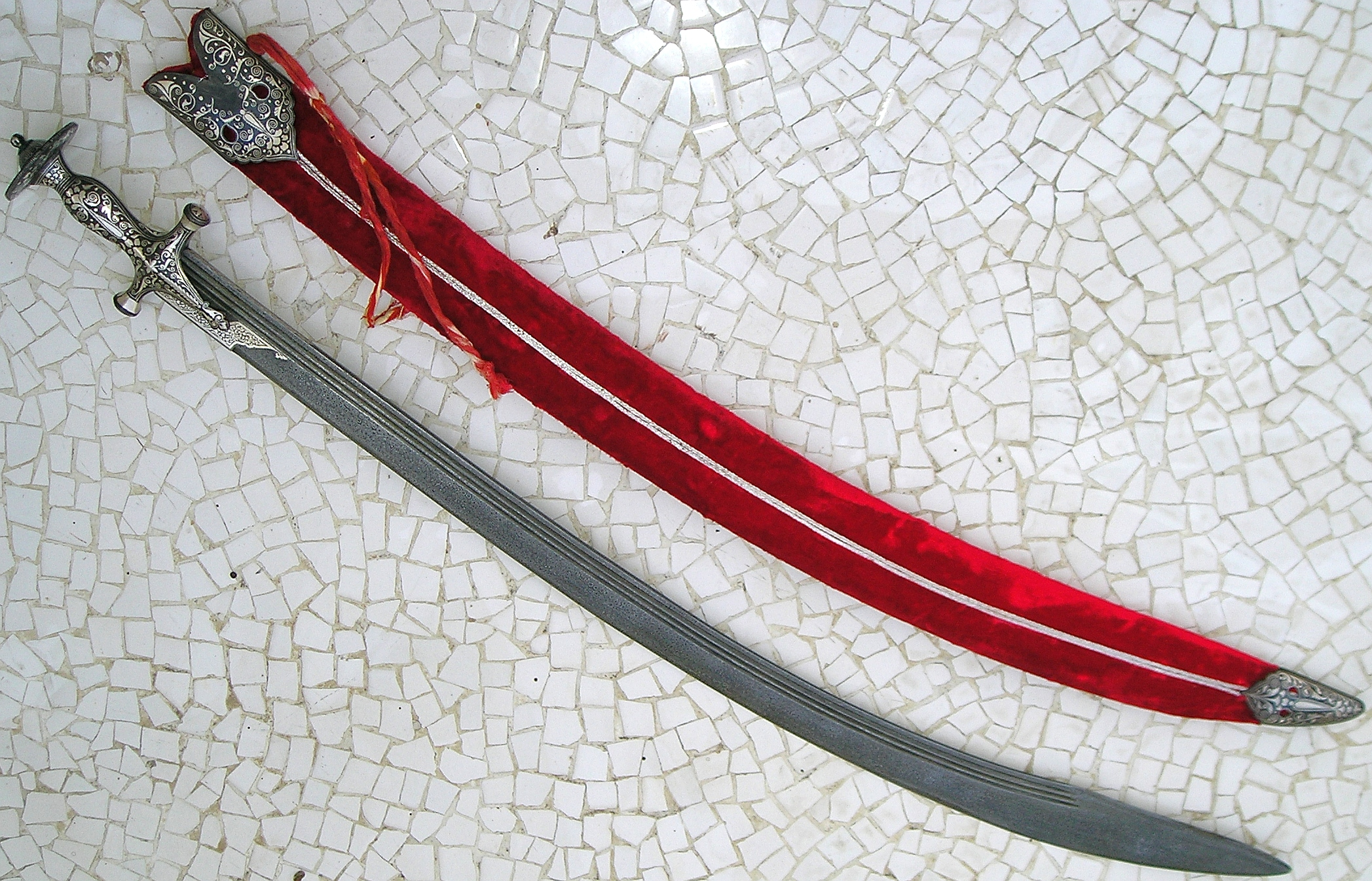
Talwar amb fulla d'acer wootz i un koftgari de plata decoratiu com a guarnició i reforç de la fulla. Noti's que el contrafil és lleugerament més ample a prop de la punta.

El talwar va ser produït amb moltes variacions i tipus diferents de fulles. Algunes fulles són molt inusuals, incloent exemplars amb dues puntes (zulfikar) i exemplaras amb fulles enormes (de vegades anomenades tegha) que podrien haver-se fet servir com a eina de botxí. Tanmateix, totes aquestes fulles són corbes i de fet, la gran majoria de talwars tenen la fulla de qualsevol sabre típic.
En molts exemplars de talwar la corba es fa més pronunciada en l'últim terç de la fulla, comparant-la amb el primer terç a prop del mànec. També és relativament comú una ampliació de la fulla a prop la punta (sense arribar al característic yelman del kilij). Aquest disseny ha influït fortament en molt models de sabre de cavalleria europeus, especialment el sabre reglamentari del 1796 per a la cavalleria lleugera britànica.
Un talwar típic té una fulla més gruixuda que el shamshir. Els exemples tardans sovint porten fulles fetes a Europa, unides a les distintives guarnicions hindús. La guarnició està constituïda per un pom en forma de disc amb una petita punta que surt del seu centre on es pot lligar un fiador per lligar l'arma al canell. A més, té una creu sencilla amb dos puntes que reforcen el terç fort de la fulla. Habitualment aquestes guarnicions són de ferro, encara que se'n poden trobar de llautó i plata, i és connectat a la espiga de la fulla per una resina adhesiva molt potent. Els models més ornamentats poden tenir decoracions d'or i plata anomenades koftgari.

## Utilització
El talwar va ser dissenay per utilitzar-se a peu i a cavall. El mànec del talwar és estret i el disc del pom subjecta el canell si hom intenta fer-lo servir per tallar com un sabre europeu. Aquestes característiques de l'empunyadura resulten en la mà tenint un suport molt segur sobre l'arma, permetent "encadenar talls" amb molta fermesa. Això juntament amb l'eixamplament de l'útilm terç de la fulla, augmenta l'impuls quan es llença un tall; un guerrer ben entrenat podia amputar membres i caps amb certa facilitat. El fet que el talwar tingui una corba menor que el shamshir permet fer-lo servir per estocar també. Finalment, la punta del final del pom podia ser utilitzada per atacar a l'adversari en circumstàncies de combat molt proper, quan no sempre era possible utilitzar la fulla.

## Galeria

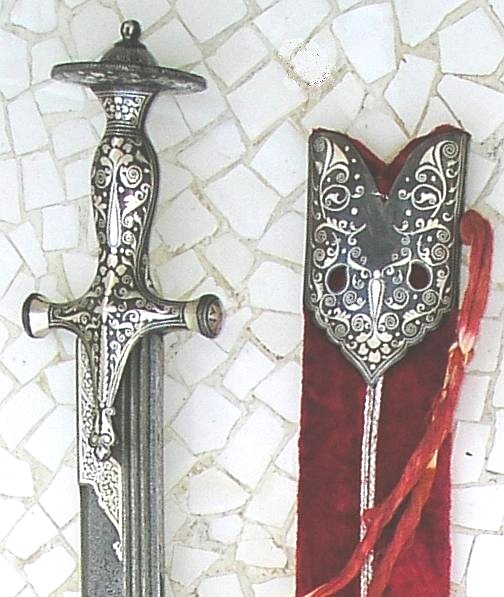
Guarnició d'un talwar amb koftgari de plata.
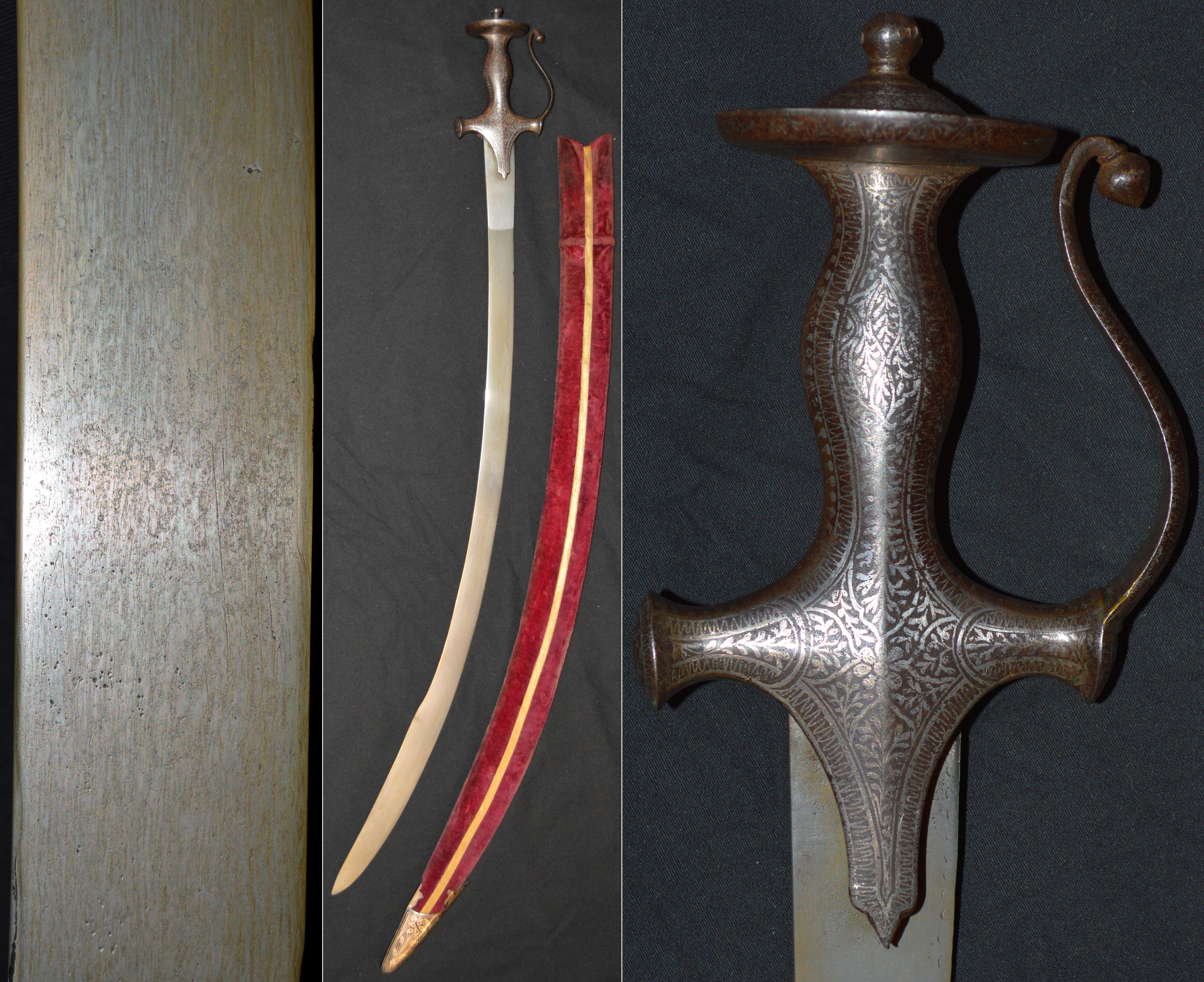
Talwar amb guardamans del segle xix, koftgari de plata i fulla d'acer damasquinat.
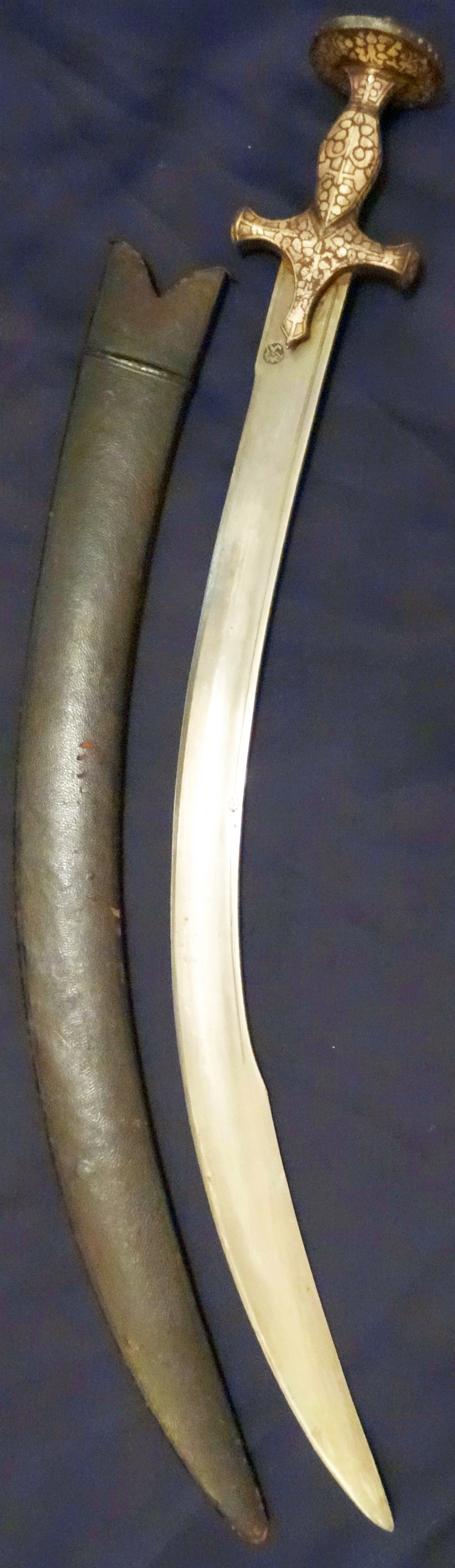
Talwar del segle xix amb una fulla de 23 polzades, mànec d'acer d'estil típic i decorat amb un koftgari de plata.
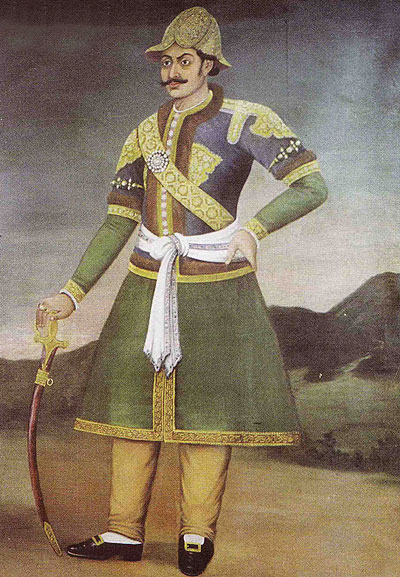
Mukhtiyar del Nepal aguantant un Tarwar
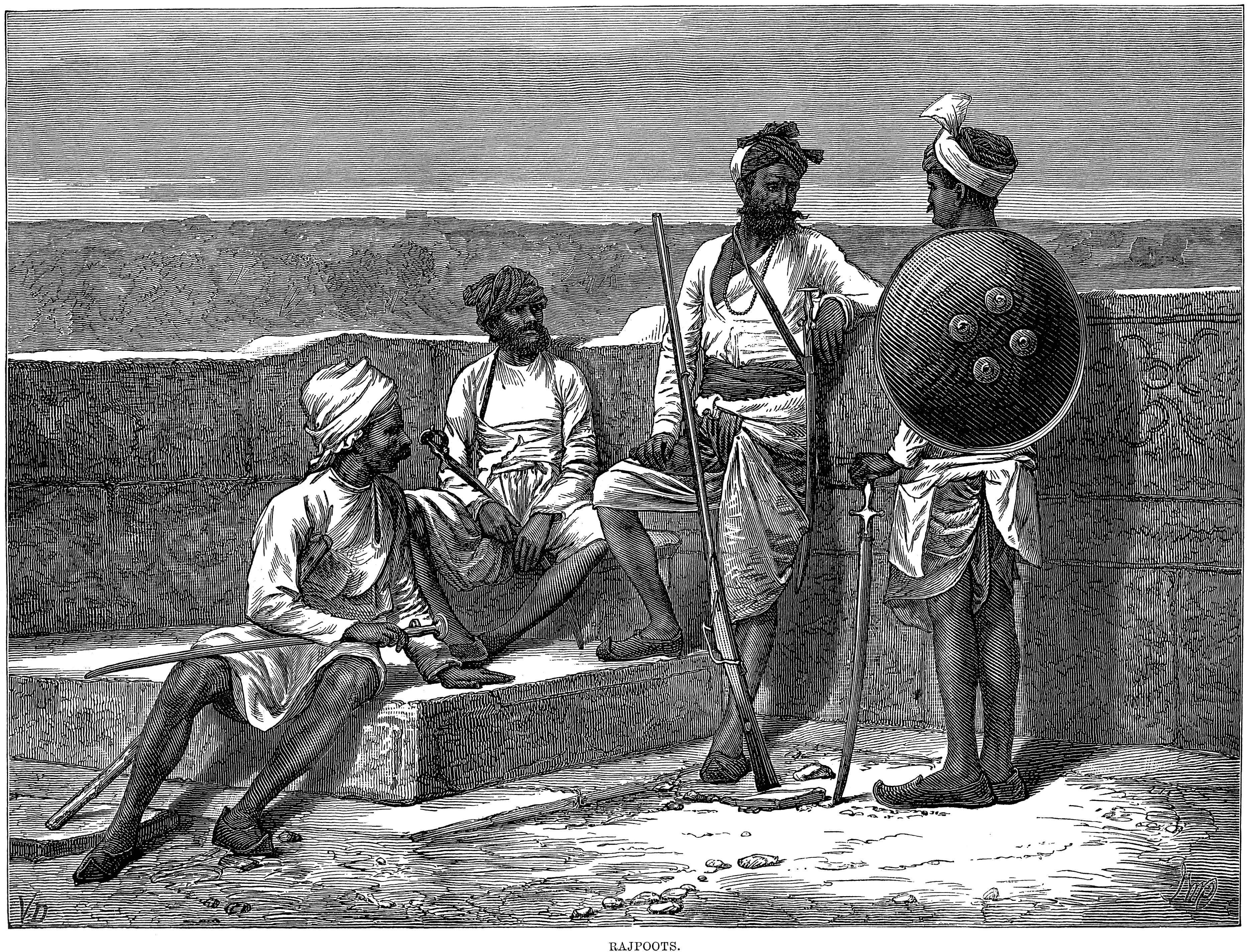
Rajput, soldats amb talwars, durant la Visita Reial a Índia el 1876.
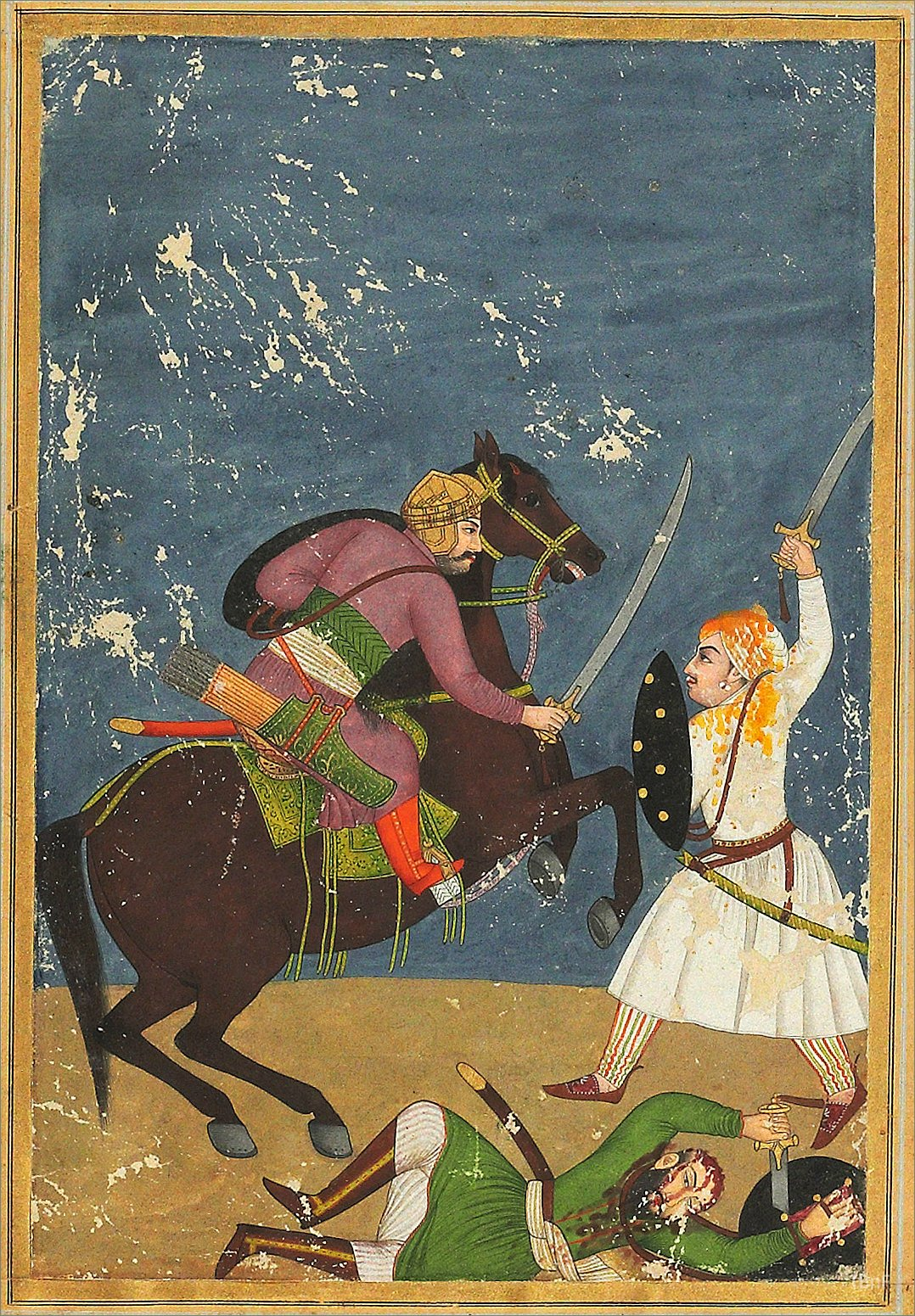
Guerrers indis lluitant amb talwars, segle xvii.
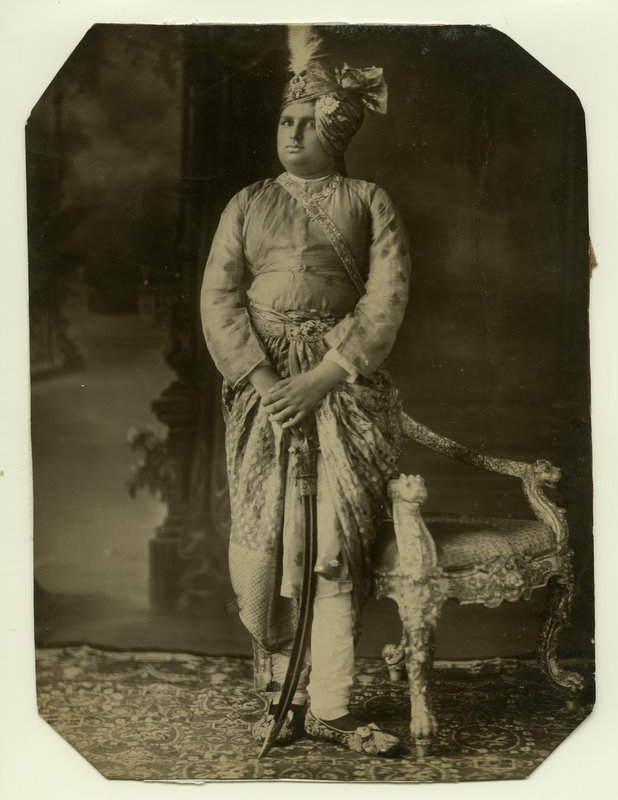
Un príncep indi amb talwar al 1870.
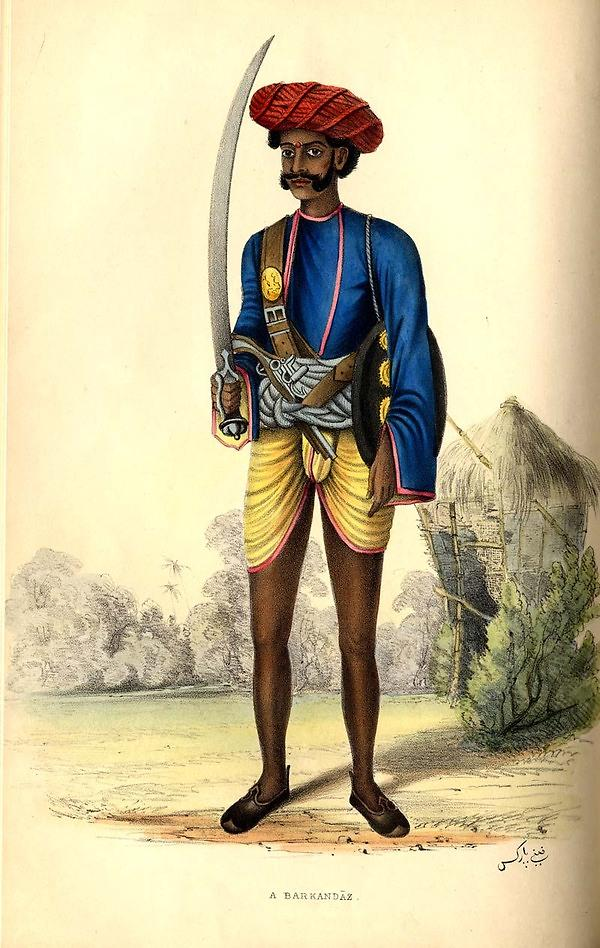
Un soldat indi amb un talwar, 1850.